# Torre de la Calahorra (Córdoba)
La torre de la Calahorra (en árabe: qala’at al-hurriya) es una fortaleza de origen islámico concebida como entrada y protección del Puente Romano de Córdoba (España). Fue declarada Conjunto Histórico-Artístico en 1931, junto con el puente romano y la puerta del puente. Forma parte del centro histórico de Córdoba que fue declarado Patrimonio de la Humanidad por la Unesco en 1994. Alberga la sede del Museo Vivo de al-Ándalus, inaugurado en 1987 y gestionado por la Fundación Paradigma Córdoba para la Convivencia.

## Historia

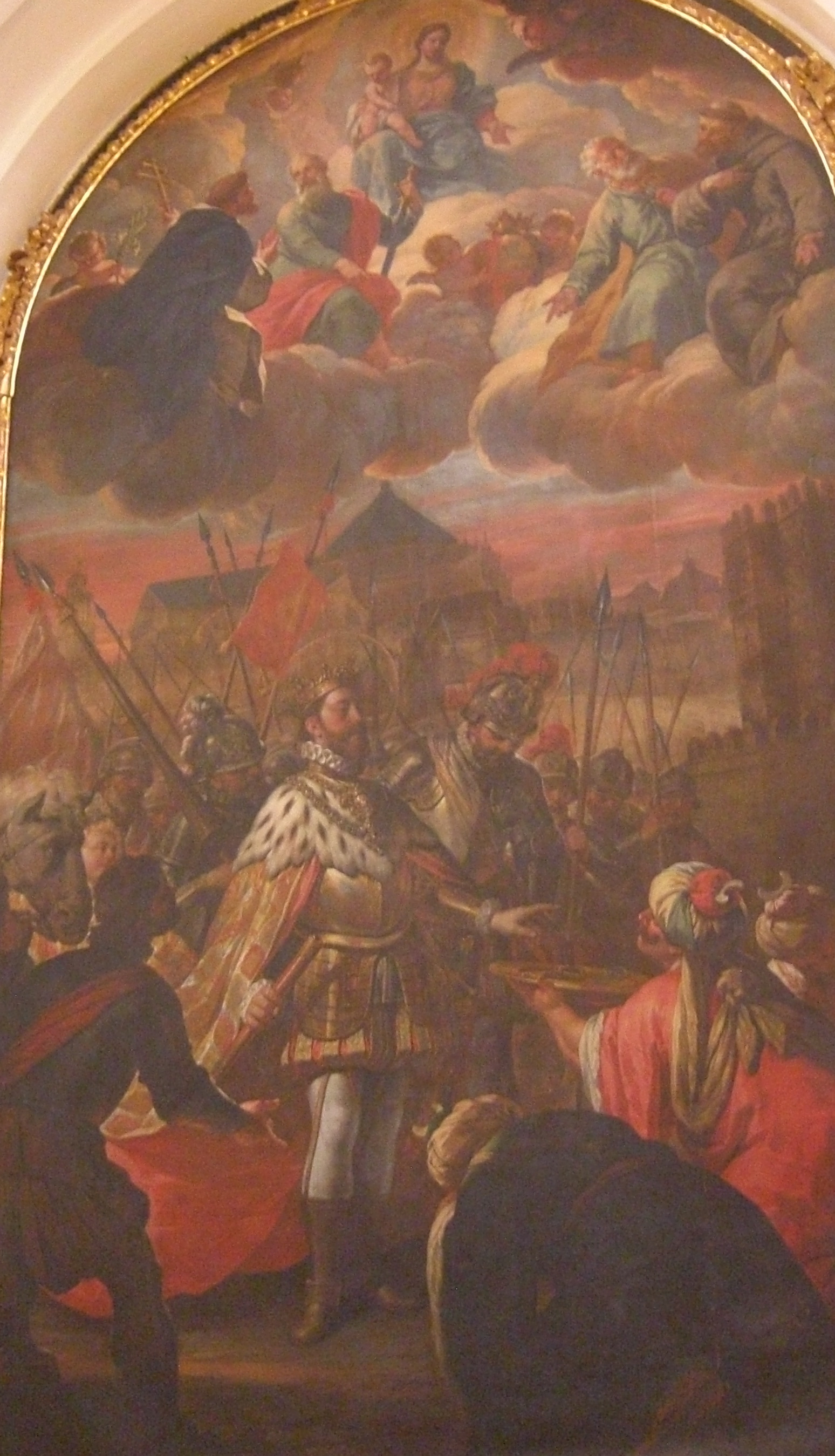
Lienzo de Antonio Palomino en la capilla de Santa Teresa de la Mezquita-Catedral de Córdoba que muestra el momento de la toma de la ciudad por Fernando III de Castilla, apareciendo la torre de la Calahorra a la derecha.

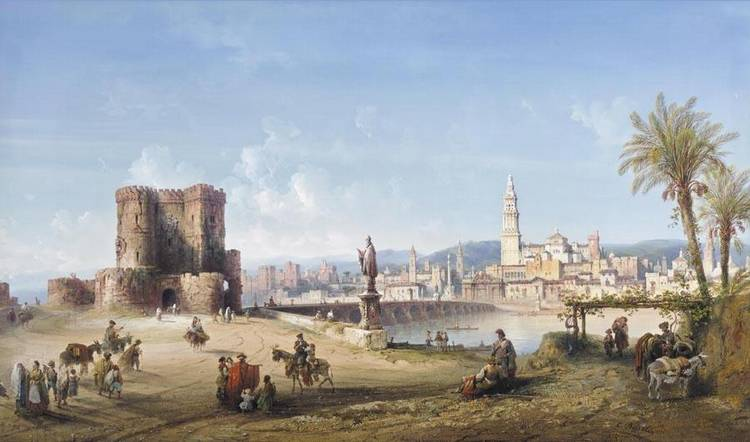
La Torre de la Calahorra y el puente en una obra de Carlo Bossoli.

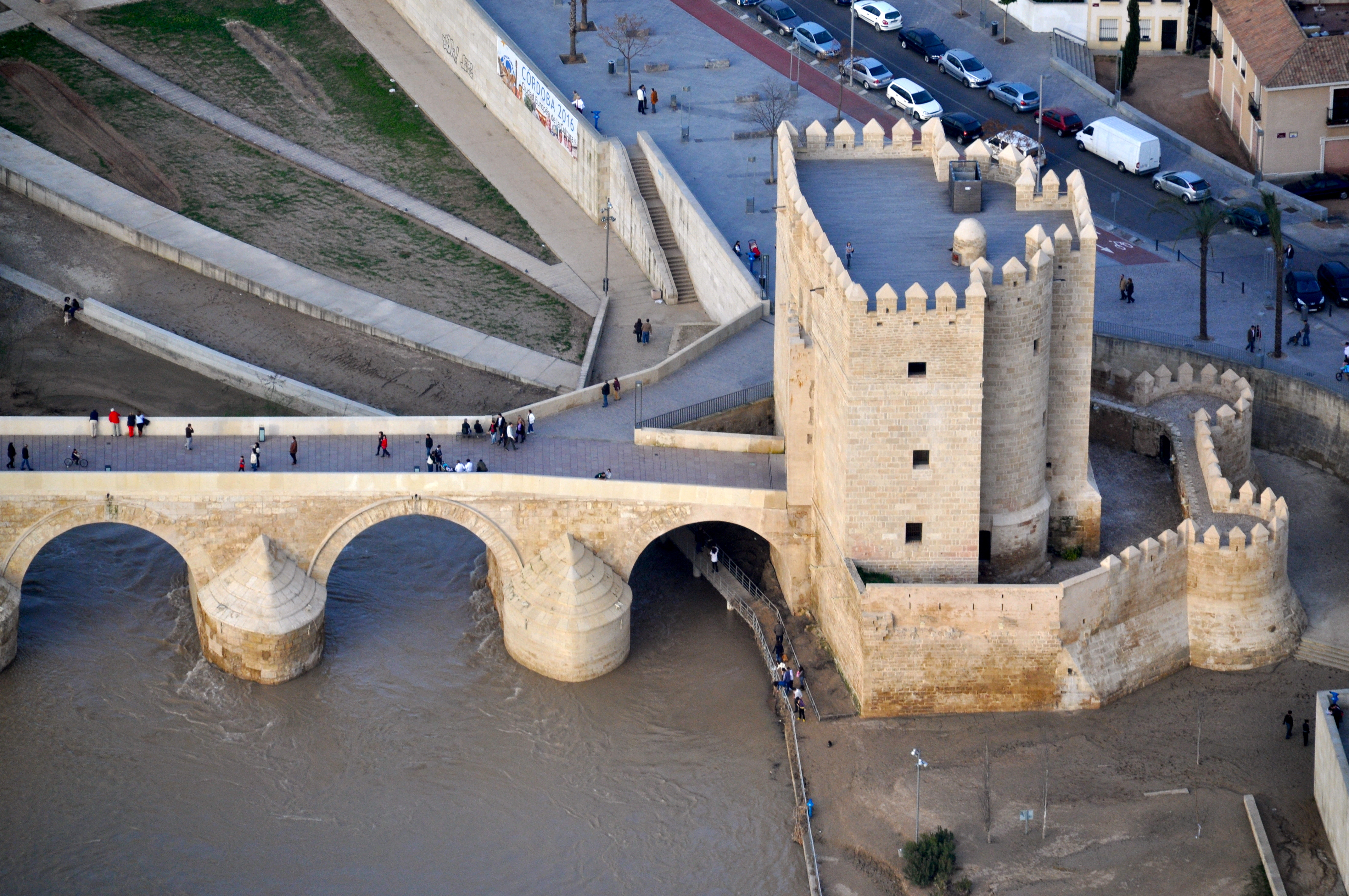
Vista aérea de la torre y de su entorno.

Las primeras alusiones a la torre, ubicada en la orilla meridional del río Guadalquivir, nos llegan en 1236 con la conquista castellana de Córdoba a manos del rey Fernando III, ya que dificultaba la invasión. 
La fortaleza vuelve a ser nombrada en el siglo XIV durante la Primera guerra civil castellana, en la que se enfrentaron los hermanos Pedro I y Enrique II de Castilla por el trono castellano, resultando este último vencedor. Enrique dotará a la fortaleza de un foso y una segunda torre, unida a la original por medio de un puente levadizo; de esta época data un escudo de armas de Castilla y León aún visible en el exterior. 

...pasando por Córdoba, [Enrique II] mandó reparar el Puente, y hacer más capaz y fuerte la fortaleza de la Carrahola.
Catálogo de los obispos de Córdoba, Gómez Bravo (1778).

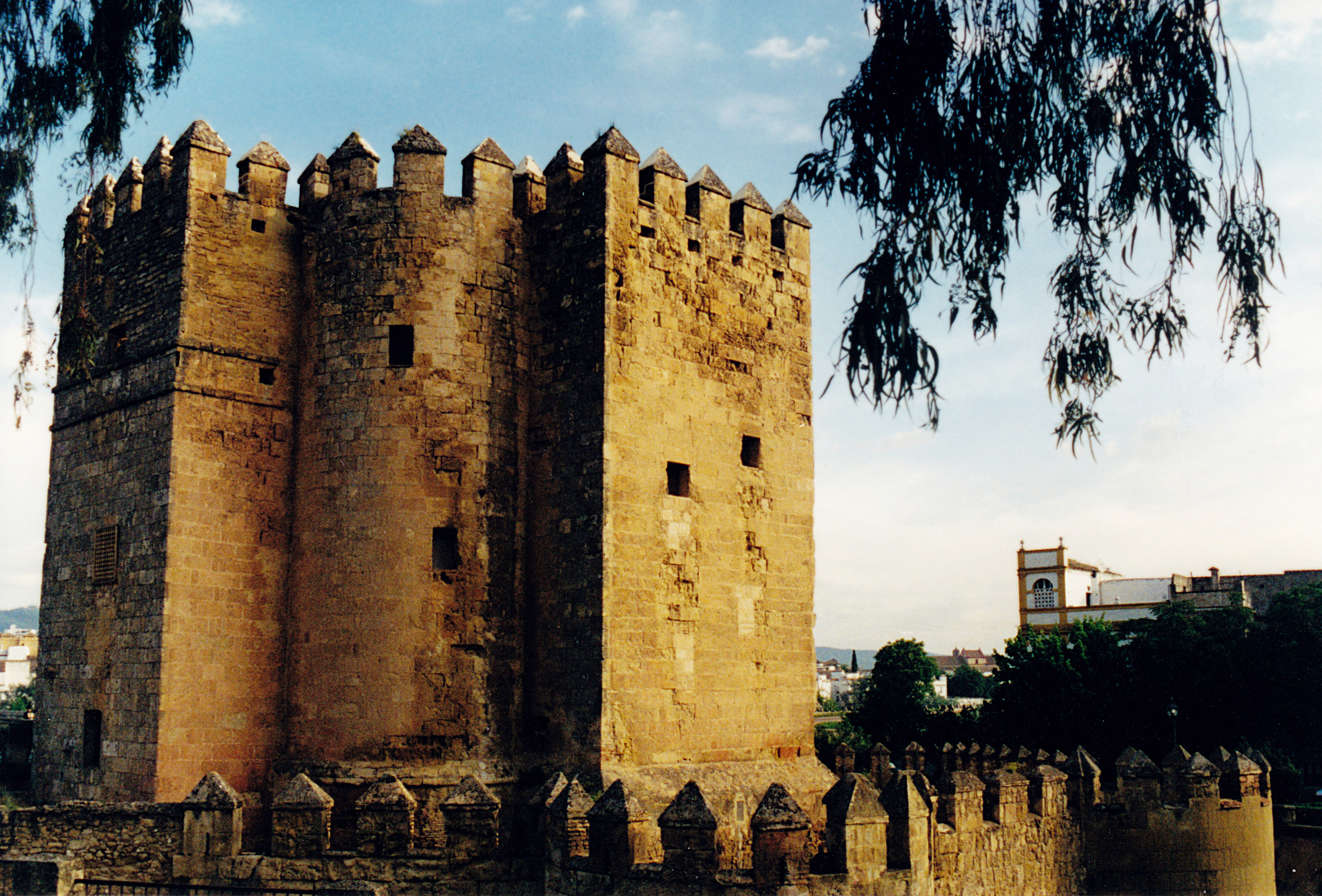
Torre de la Calahorra en el 2000.

A las dos torres existentes, se le añadió una tercera, uniéndose todas ellas por dos cilindros con la misma altura que aquellas. Tras la aparición de la pólvora, se construyen diversas troneras en los muros para poder disparar dichos proyectiles explosivos. En 1514, Juana I de Castilla ordenará la creación de una barbacana alrededor del recinto para su mejor defensa y protección, consolidándose con el aspecto que se puede apreciar actualmente.
El inmueble pasó por diversos usos a lo largo de los siglos, aunque destacó especialmente por ser prisión de nobles, además de centro educativo femenino (1863) y cuartel de la Guardia Civil. El alcalde Antonio Cruz-Conde consiguió la cesión del edificio para el Ayuntamiento en 1952 y, tras un proceso de restauración, sus puertas se abrieron el 29 de abril de 1953 con una exposición por el V centenario del nacimiento del Gran Capitán con objetos cedidos por la Armería Real, el Museo del Ejército o el Archivo de Simancas. Entre las autoridades se encontraban el alcalde y Francisco Franco. Tras la finalización de la exposición en diciembre, se terminaron las obras inconclusas y el 19 de noviembre de 1956 se inaugura como Museo Histórico de la Ciudad. Además, la torre albergó documentos históricos, así como fue escenario de algunas comidas a personalidades como los reyes de Jordania, Hussein y Dina.

### Museo Vivo de al-Ándalus

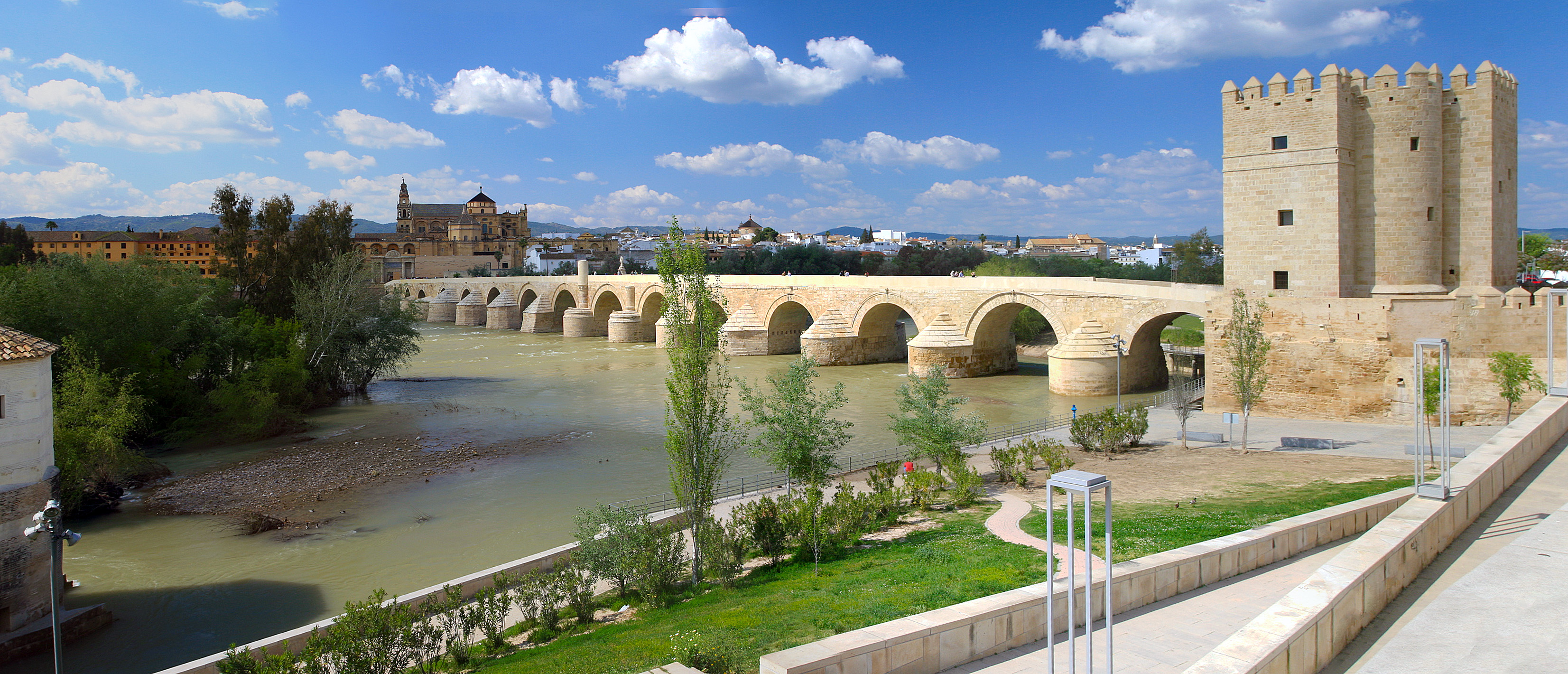
Vista panorámica del entorno del Puente de Córdoba, con la Torre de la Calahorra a la derecha.

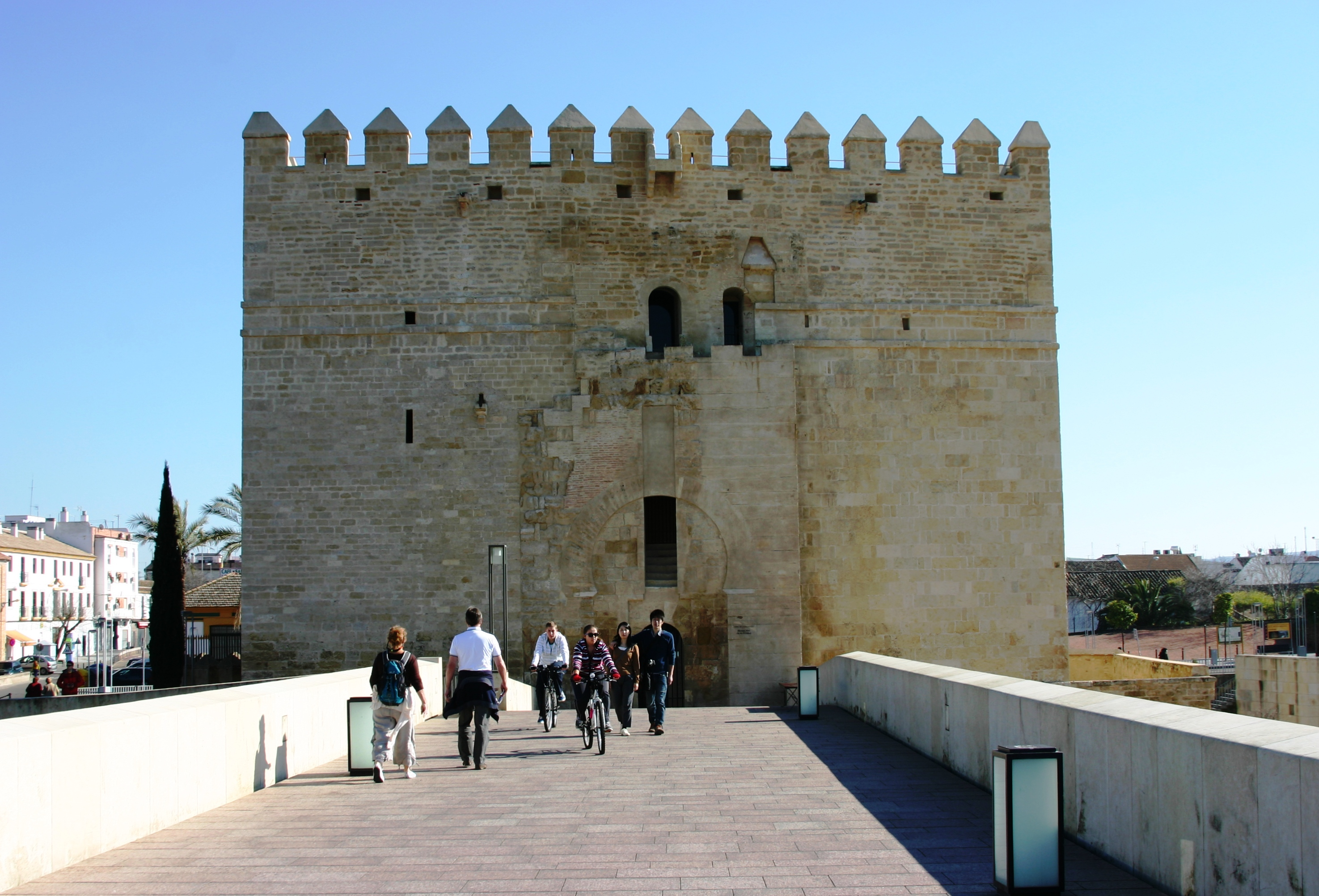
Vista de la torre desde el puente, donde se puede apreciar la antigua puerta con un arco de herradura, hoy cegado.

En 1986 Roger Garaudy visitó Córdoba junto al entonces alcalde Julio Anguita. Garaudy quería construir un museo que explorara la Córdoba medieval y Anguita le ofreció la Calahorra, entonces un museo de armas. Al año siguiente, Garaudy firmó un acuerdo con el alcalde Herminio Trigo para gestionar la Calahorra en nombre del Instituto para el Diálogo de las Culturas, en un cesión de 48 años que finalizará a finales de 2035. Garaudy solicitó que una fundación a su nombre subrogase los derechos del Instituto, hecho que fue rechazado por el Ayuntamiento, pero la fundación se inscribió oficialmente en 1988. Este hecho es clave pues, aunque ambos han gestionado la Calahorra, el contrato fue exclusivo con el Instituto.
Esta fundación instaló un museo audiovisual llamado Museo Vivo de al-Ándalus que presenta una panorámica cultural del apogeo medieval de Córdoba entre los siglos IX y XIII, basado en la convivencia de las culturas cristiana, judía y musulmana. En 1995 Garaudy fue sentenciado por un juzgado francés por negar el Holocausto en su libro. Este hecho pasó desapercibido en la ciudad hasta que en 2010, durante un congreso de rabinos en la ciudad, hubo quejas por parte de un sector judío. El ministro Miguel Ángel Moratinos habló con María Jesús Viguera y el nombre cambió a Fundación Paradigma Córdoba, al que se le añadió "para la Convivencia" en 2022.

### Restauración
En enero de 2007, se llevó a cabo la restauración de la fortaleza como parte del "Plan de actuaciones en el Puente Romano de Córdoba y entornos" acometido por la Junta de Andalucía, con un presupuesto de 2.698.638 euros.